# Luiz Carlos Pereira
Luiz Carlos Pereira est un footballeur brésilien né le 6 mars 1960 à São Paulo.

## Palmarès
- Championnat du Japon :
  - Champion en 1993, 1994 (Verdy Kawasaki).